# Vasco Costa Ramírez
Vasco Costa Ramírez (Chillán, 1938) es un abogado y político chileno, que se desempeñó como ministro del Trabajo y Previsión Social de su país, durante la dictadura militar del general Augusto Pinochet entre enero y diciembre de 1978.

## Familia y estudios
Nació en la comuna chilena de Chillán en 1938, hijo de Esteban Uldarico Vasco Costa Gutiérrez y Olga Rosa Ramírez de Costa. Realizó sus estudios superiores en la carrera de derecho de la Universidad de Chile, titulándose como abogado en 1963.
Se casó con Stella Clementina Gálvez Figari, con quien tuvo tres hijos: Vasco Joaquín, Stella de Lourdes y Juan Pablo. Posteriormente, contrajo segundas nupcias con María del Carmen Guarachi García-Huidobro.

## Carrera profesional
Comenzó su actividad laboral ejerciendo entre 1961 y 1968, como profesor auxiliar de la cátedra de derecho civil de la Universidad de Chile. Luego,  entre 1969 y 1976, ejerció la abogacía en la Caja Bancaria de Pensiones. Paralelamente, entre 1974 y 1976, ocupó el puesto de profesor titular de la cátedra de derecho civil. Dejó esta última función, tras ser nombrado por Augusto Pinochet como subsecretario del Trabajo, cargo que ejerció hasta diciembre de 1977.
El 1 de enero de 1978, fue nombrado como ministro del Trabajo y Previsión Social, fungiendo la responsabilidad hasta el 26 de diciembre de ese año. En 1990, fue elegido como consejero del Colegio de Abogados de Chile. Desde 1991 hasta 1995, retornó al ámbito académico siendo profesor de derecho civil en la Universidad Central de Chile.
Seguidamente, se ha desempeñado como director corporativo de diversas empresas públicas y privadas, entre ellas la Asociación de Ahorro y Préstamo Libertad, la Industria Azucarera Nacional (Iansa), la Clínica Santa María, la Isapre Banmédica S. A.; y como presidente de la firma radial Radioemisoras Portales S. A.
En el presente, es consejero de la Sociedad de Fomento Fabril (Sofofa) y presidente de la Asociación Gremial de Industrias Proveedoras (AGIP). Además, es propietario del estudio jurídico Costa Abogados.